# Cryptanura lineatifemur
Cryptanura lineatifemur là một loài tò vò trong họ Ichneumonidae.